# Knauf
Knauf Gips KG — німецька компанія зі штаб-квартирою в Іпгофені (нім. Iphofen), північна Баварія. Найбільший виробник будівельних матеріалів для внутрішньої і зовнішньої обробки, ізоляційних матеріалів, обладнання для машинної штукатурки.

## Історія
Компанію було засновано братами Альфонсом та Карлом Кнауф в 1932 році в Німеччині. 1949 року в північній Баварії було побудовано завод із виробництва гіпсових будівельних сумішей. В 1958 році був запущений перший завод з виробництва гіпсокартонних листів. В 1970 році компанія Knauf придбала пакет акцій фірми «Дойче Перліте» (Дортмунд), що виробляла в той час сухі суміші на цементній основі. Диверсифікуючи свій бізнес, компанія Knauf придбала завод з виробництва ізоляційних матеріалів зі скловолокна в Шелбівілі (США).
1993 року почалася інвестиційна діяльність «Knauf» в Росії. Згодом купувалися і створювалися підприємства в Україні, Молдові, Казахстані, Узбекистані та Азербайджані.
У листопаді 2023 року НАЗК внесло компанію до переліку міжнародних спонсорів війни, за свою підтримку в будівництві військових об'єктів Росії. Причиною стало те, що компанія продовжила роботу на ринку Росії після російського повномасштабного вторгнення в Україну і підтримувала дружні стосунки з Кремлем.
22 квітня 2024 року, як помідомило видання DW, компанія Knauf повністю згортає свою діяльність в РФ після більш ніж трьох десятиліть присутності на російському ринку. Також повідомляється, що компанія не розкрила конкретних причин згортання свого бізнесу в Росії, зазначивши, що це пов'язано з «поточними подіями». 

## Діяльність в Україні
Активна діяльність компанії на українському ринку почалася в серпні 1996 року зі створення дочірньої фірми «КНАУФ — Маркетинг».
В Донецькій області діє завод «Knauf Україна». 17 травня 2022 року, під час повномасштабного вторгнення військ РФ до України, завод було атаковано російською авіацією, під час авіаудару ніхто не постраждав.